# 293 aC
El 293 aC va ser un any del calendari romà prejulià. A la República i a l'Imperi Romà es coneixia com l'Any del Consolat de Cursor i Màxim (o també any 461 ab urbe condita). La denominació «293 aC» per a aquest any s'ha emprat des de l'edat mitjana, quan el calendari Anno Domini va ser el mètode prevalent a Europa per a anomenar els anys.

## Esdeveniments

### Antiga Grècia
- Seleuc I envaeix Tessàlia. S'assabenta que el seu fill Antíoc I Sòter està enamorat de la seva esposa Estratonice[2] i la hi cedeix, per consell de l'endeví Leptines enamorat.[3] Instaura al seu fill com a regent a Selèucia del Tigris.[4]
- Demetri Poliorceta conquesta Tebes, que era en mans de l'espartà Cleònim.[5]

### Antiga Roma
- Aquest any són elegits cònsols Luci Papiri Cursor i Espuri Carvili Màxim.[6]
- En el decurs de la Tercera Guerra Samnita, quan els samnites ataquen la Campània, els cònsols aprofiten per envair el Sàmnium, que estava desprotegit. Cursor conquereix la ciutat de Durònia i assola el territori d'Àntium, mentre el seu col·lega devasta el Sàmnium. Carvili Màxim topa amb els samnites prop d'Aquilonia, a la vora d'on era el campament del seu col·lega. Carvili ataca Cominium i Papiri presenta batalla als samnites, tot al mateix temps, i així creuen que poden evitar que els samnites rebin auxili des de la ciutat. Papiri obté una victòria gràcies a la cavalleria, en la batalla d'Aquilonia i els samnites han de fugir. Carvili és rebutjat cap a Herculà on és derrotat. Papiri continua les operacions militars fins a l'hivern, i retorna a Roma on celebra un triomf.[7]
- Papiri Cursor dedica un temple a Quirí, que el seu pare havia promès, i hi afegeix un solarium horologium, un rellotge de sol, el primer rellotge de sol públic de Roma.[8]
- Marc Canti, tribú de la plebs, davant de l'actitud il·legal o despectiva de Luci Postumi Megel, l'acusa, però aquest evita el judici en ser nomenat legat d'Espuri Carvili Màxim.[9]